# Klay Hall
Klay Hall (* 11. září 1958 Los Angeles) je americký animátor, tvůrce storyboardu a televizní a filmový režisér.
Klay Hall zahájil svou kariéru animátora v seriálech Neuvěřitelné příběhy, Senzační svět a Mighty Mouse: The New Adventures. Poté pracoval jako režisér seriálů Simpsonovi a Family Dog. a zrežíroval 89 dílů seriálu Tatík Hill a spol.
Hallovou první režií počítačové produkce byl sitcom Father of the Pride, který produkovala společnost DreamWorks Animation a který byl animován ve studiu Imagi Studios.
V roce 2005 byl Hall najat společností DisneyToon Studios jako střihač příběhu pro jejich první celovečerní CG film Zvonilka (2008), po němž následovala režie filmu Zvonilka a ztracený poklad (2009), který produkoval John Lasseter a na jehož výrobě se podílel Sean Lurie.
V roce 2013 Hall režíroval spin-off filmu Auta ve studiu DisneyToon s názvem Letadla.

## Filmografie
- Basil of Baker Street (asistent animátora)
- An American Tail (asistent animátora)
- Family Dog (díl Family Dog Goes Homeless, 1993)
- Bobkův svět (7 dílů, 1993–1996)
- Simpsonovi (díl Rození líbači, 1998)
- Tatík Hill a spol. (89 dílů, 1997–2000)
- Father of the Pride (2004–2005)
- Zvonilka a ztracený poklad (2009)
- Letadla (2013)